# アミーロ・ザ・アルマジロ
『アミーロ・ザ・アルマジロ』（原題：Armillo）は、カナダのインディーゲームスタジオFuzzy Wuzzy Gamesが開発し2014年7月3日に発売したアクションゲーム。

## 概要
アルマジロのアミーロが主人公で、ダークボット一味に囚われている兄のデニーロを救出するため様々な惑星を冒険する。各ステージでは大きな球体の上に迷路が形作られており、ここをアミーロが転がってギミックを攻略したり敵を倒したりしながらゴール地点を目指す。
本作にインスピレーションを与えたゲームとして、開発陣は、障害物のあるコースのスタイルについては『マーブルマッドネス』を、球体の周りを転がるゲームプレイについては『スーパーマリオギャラクシー』を挙げている。一方で、高速のゲーム性や操作性およびアミーロの見た目からソニックシリーズの影響を指摘されることもあるが、開発陣は特にソニックシリーズのファンというわけではなく開発後期まで類似性に気づいていなかったと語っている。

## システム
5つのワールドにそれぞれに4つのステージが含まれており、ワールド最後のステージではボス戦が行われる。アミーロは転がりながらダッシュして敵に体当たり攻撃したりジャンプしたりできる。また、巨大化して敵を踏みつぶせる特殊アイテムや敵を砲撃するバズーカもある。
ステージ内に多数配置されている「オーブ」は、ステージ終了後に入れる店で販売している能力強化用などのアイテムを購入する際の通貨代わりとなる。また、各ステージにある「オーブキューブ」を取得すると「虚数空間ステージ」が解禁される。これは通常とは異なる制限時間付きのサイドビューのアクションステージで、ゴール地点の「レッドオーブ」を取得すればクリアとなる。